# Скопцов, Валерий Николаевич
Вале́рий Никола́евич Скопцо́в (1 августа 1951, Великие Луки, Псковская область, РСФСР, СССР — 12 апреля 2004, колония «Чёрный дельфин», Соль-Илецк, Оренбургская область, Россия) — советский и российский преступник, совершивший серию жестоких убийств. Помимо этого, занимался угонами автомобилей и подделкой документов. Приговорён судом к смертной казни, заменённой на пожизненное лишение свободы. Умер в тюрьме.

## Биография

### Детство и юность
Валерий Скопцов родился 1 августа 1951 года в городе Великие Луки Псковской области. Окончил музыкальную школу-семилетку за 3 года, затем окончил среднюю школу с золотой медалью. Одновременно занимался в художественной школе, писал стихи, участвовал в различных конкурсах и часто побеждал в них. После школы поступил в медицинский университет на лечебный факультет, желая стать нейрохирургом. Во время учёбы Скопцов занимался самодеятельностью, был секретарём парткома и отличником учёбы. Сводный брат Сергей Тураев был полной противоположностью Скопцову: не хотел ни учиться, ни работать; воровал, пьянствовал. Братья обокрали соседскую дачу. На первый раз им был объявлен выговор, что не остановило их. Вскоре братья угнали автомобиль и вновь были арестованы. Скопцов взял вину на себя и впоследствии был признан в Институте Сербского невменяемым с диагнозом «шизофрения». Медицинский университет Скопцов вынужденно оставил, поскольку с шизофренией учиться на врача было запрещено, и поступил в культпросветучилище. Окончив его досрочно и с отличием, поступил в Ленинградский институт культуры. Его однокурсниками были Валерий Леонтьев, Тынис Мяги и ряд других будущих звёзд эстрады.

### Первые преступления
Вскоре Скопцов увлёкся духовными песнопениями. Для занятий ими ему требовались учебники, достать которые в то время было практически невозможно. Скопцов украл их из закрытого фонда библиотеки, причём выбрал самое ценное: напрестольное Евангелие и ряд книг по песнопениям, древнерусской живописи и иконописи. За эту кражу суд приговорил его к 7 годам лишения свободы. Навыки гравёра — мастерство изготовления штампов и печатей и, следовательно, подделки документов — сделали Скопцова востребованным в криминальном мире. Он начал промышлять этим ещё во время отсидки, но тогда вычислить его не удалось. В мастерстве гравёра он достиг высшей квалификации: документы, сделанные им, было невозможно отличить от настоящих визуально.
Вскоре после освобождения Валерий Скопцов и Сергей Тураев отправились на заработки в Белорусскую ССР, где изготавливали ограды для деревенских кладбищ. В ночь на 24 февраля 1989 года в посёлке Оболь Шумилинского района Витебской области Скопцов и Тураев обокрали совхозную кассу: с помощью автогена вскрыли сейф, в котором нашли 168 рублей 32 копейки. Прихватив ещё пишущую машинку, кошелёк кассира (в нём были ещё 36 рублей), а также марки ДОСААФ и Общества охраны памятников старины, они скрылись. Вскоре Тураев был арестован и дал показания; Скопцов же исчез из поля зрения правоохранительных органов на последующие 7 лет.
Скопцов уехал в Ленинград, где приобрёл у бомжа паспорт и, переклеив фотографию, стал Евгением Борисовичем Спиридоновым; впоследствии Скопцов ещё 13 раз менял фамилии, имена, отчества, жён, прописки. В Ленинграде Скопцов окончил институт пчеловодства. Параллельно подрабатывал художником-оформителем и гравёром. В октябре 1990 года угнал автомобиль из гаражного кооператива в Новгороде и, перебив номера и подделав документы, продал его; впоследствии неоднократно повторял данную «операцию». Места жительства и география преступлений постоянно менялись. В основном на территории Северо-Западной и Центральной части России, а именно — Санкт-Петербург, Новгород, Рязанская, Тульская, Калужская, Смоленская, Брянская, Орловская области.
В конце 1993 года Скопцов проезжал на угнанной машине через Смоленскую область, где был остановлен на посту ГАИ. Скопцов за взятку договорился с милиционерами, и его не арестовали за угон: он передал им дорогие продукты, которые находились в угнанной им машине, и саму машину. Скопцов был уже далеко, когда милиционеры обнаружили в машине склад поддельных документов и уникальный музыкально-огнестрельный агрегат, сделанный им из обычного баяна. Впоследствии он был помещён в экспозицию музея МВД.
Скопцов совершал всё более тяжкие преступления. В феврале 1995 года в деревне Жучки Сычёвского района Смоленской области он изнасиловал 11-летнюю девочку, которая лишь чудом избежала смерти. Вскоре он перебрался в Орловскую область. В доме отдыха «Лесная поляна» Скопцов познакомился со сторожем Михаилом Карпухиным, имевшим склонность к алкоголю, и устроился на работу массовиком-затейником. Скопцов также купил дом по соседству с домом главы администрации Урицкого района.

### Убийства
В ночь на 3 августа 1995 года Скопцов и Карпухин совершили двойное убийство (Александра Судакова и Натальи Овсянниковой) на 24 километре автотрассы Орёл — Брянск с целью завладения автомобилем ВАЗ-2105, после чего трупы сбросили в близлежащий пруд. Автомобиль Скопцов, вновь подделав документы, продал в Тульской области. Карпухин, пользуясь служебным положением, держал Скопцова в курсе расследования, проводимого милицией. Со слов Скопцова, «начальники милиции местной в бане распарятся, напьются и давай рассуждать о том, кто там чего».
Летом 1995 года Скопцов обосновался в городе Орле, где приобрёл в садоводческом товариществе «Звезда» участок «Светлая жизнь» близ озера. Там же он поставил и свой вагончик, в котором разместил мастерскую: множество станков, ядохимикатов, кустарных приспособлений для изготовления печатей и многое другое. Вскоре Скопцов сошёлся с группой мошенников во главе с Владимиром Мануиловым по кличке «Сан Саныч», которой постоянно требовались поддельные документы. Однако через некоторое время Скопцову перестали платить, и он прекратил изготавливать поддельные документы. Тогда Мануилов с помощником Сергеем Погосяном по кличке «Ара» избили Скопцова, сломав ему руку, и, привязав к стулу, облили его бензином. В последний момент они, оказав Скопцову первую помощь, заявили, что теперь он будет работать на них бесплатно, а его вагончик переоборудуют под склад.
Скопцов заманил Мануилова, Погосяна и их знакомую Ирину Стрельцову по кличке «Хохлушка» в вагончик, где расстрелял всех из четырёхствольного обреза и переделанного под стрельбу боевыми патронами сигнального пистолета и отправился в Брянск. Он полагал, что у жены Мануилова имеется значительная сумма в долларах. 20 июня 1996 года Скопцов убил жену Мануилова Светлану и её подругу Людмилу Синиченко, предварительно распив с ними бутылку водки, но денег не нашёл. Вскоре он почувствовал себя плохо и, еле добравшись до болот на окраине Брянска, потерял сознание: скорее всего, водка была некачественной. Там он был обнаружен Сергеем Шариповым и его приятелем — наркоманами со стажем. С помощью Шарипова трупы были сожжены, а после закопаны. За это Скопцов отдал Шарипову золотой перстень Стрельцовой и наручные часы. Впоследствии он совместно с Шариповым убил ещё двух человек по старому сценарию, который впервые осуществил вместе с Карпухиным; жертвами оказались сотрудник милиции Виктор Костюченко и его подруга Наталья Сопова. Вскоре в Брянске Шарипов был арестован и дал показания; правда, он знал Скопцова как Виталия Пилипенко. В центральной картотеке МВД России Скопцова опознали по фотороботу как преступника, уже 7 лет находящегося в розыске.

### Арест, следствие и суд
В посёлке Залегощь Скопцов устроился работать учителем пения и рисования в местную школу (для этого подделав документы: паспорт на имя Олега Витальевича Порфирьева, диплом о педагогическом образовании и трудовую книжку), где приобрёл большой авторитет среди преподавательского состава и учеников. Вскоре ученики увидели по телевизору фотографию Скопцова с подписью: «Внимание, розыск!» Они сообщили эту новость своему учителю, но Скопцов не стал убегать. 4 октября 1996 года он был арестован прямо во время занятий.
Скопцов охотно давал показания следствию; своё чистосердечное признание снабдил красочными иллюстрациями. Он признался в совершении 9 убийств. 9 июля 1998 года Орловский областной суд приговорил Валерия Скопцова к смертной казни, заменённой на пожизненное заключение. Михаил Карпухин получил 8 лет в колонии строгого режима с конфискацией имущества. Сергей Шарипов умер от туберкулёза в Орловском СИЗО.

### Заключение и смерть
Отбывал наказание в «Чёрном дельфине», где его главным занятием была поэзия:
| У меня теперь нет судьбы, Даже нет ни земли, ни неба, Как свободных господ рабы, Получаем здесь пайку хлеба. |

По уверению следователей, Скопцов не сожалел о содеянном. Во время одного из допросов заявил: «Убирать нужно было брата своего и Шарипова этого тоже. Брат мне всю судьбу поломал».
Валерий Скопцов скончался 12 апреля 2004 года в возрасте 52 лет от острой сердечной недостаточности. Похоронен на тюремном кладбище.

## В массовой культуре
- Документальный фильм «Злодей на все руки» из цикла «Криминальная Россия» (2003)
- Документальный фильм «Чёрный гений» из цикла «Следствие вели» (2015)